# Une intrigue à la cour d'Henri VIII
Une intrigue à la cour d'Henri VIII è un cortometraggio muto del 1912 diretto da Camille de Morlhon.

## Produzione
Il film fu prodotto dalla Pathé Frères (Série d'Art Pathé Frères [SAPF]).

## Distribuzione
Distribuito dalla Pathé Frères in una versione di 800 metri (circa 3 rulli), negli Stati Uniti il film venne ridotto a un rullo e distribuito in sala il 5 novembre 1912 con il titolo Anne Boleyn.